# Río Cayapas
Der Río Cayapas ist ein 117 km langer Zufluss des Pazifischen Ozeans in der Provinz Esmeraldas im Nordwesten von Ecuador.

## Flusslauf
Der Río Cayapas entsteht am Zusammenfluss von Río Chimbadal und Río Agua Clara auf einer Höhe von etwa 55 m. Der Río Cayapas schlängelt sich in nördlicher Richtung durch das Hügelland der nordwestlichen Küstenregion Ecuadors. Die beiden bedeutendsten Nebenflüsse sind Río Onzole von links und Río Santiago von rechts. Der Río Onzole trifft bei Flusskilometer 41, der Río Santiago bei Flusskilometer 21 auf den Río Cayapas. Gegenüber der Einmündung des Río Santiago befindet sich am linken Flussufer die Gemeinde Borbón. 16 km und 6 km oberhalb der Mündung zweigt jeweils ein größerer Mündungsarm nach Norden zur Bocana de Limones ab. Der Río Cayapas bildet auf den letzten 5 km eine Trichtermündung aus. Die Mangrove-Region zwischen der Mündung des Río Cayapas im Süden und der des Río Mataje im Norden wird durch die Reserva Ecológica Manglares Cayapas Mataje geschützt. 25 km oberhalb der Mündung, etwa 5 km südlich von Borbón, überquert die Fernstraße E15 (Esmeraldas–San Lorenzo) den Río Cayapas.

## Hydrologie und Einzugsgebiet
Der Río Cayapas entwässert ein Areal von 6024 km² (nach anderen Quellen: 5919 km²). Das Einzugsgebiet grenzt im Westen an das des Río Verde, im Süden an das des Río Esmeraldas, im Osten an das des Río Mira sowie im Norden an das des Río Mataje. Die größeren Zuflüsse des Río Cayapas entspringen an den Westhängen der Cordillera Occidental, die dort Höhen von bis zu 4000 m erreicht. Die Quellgebiete dieser Flüsse liegen im Nationalpark Cotacachi Cayapas. Der mittlere Abfluss des Río Cayapas beträgt 403 m³/s.

## Fischfauna
Zur Fischfauna des Río Cayapas zählt der Goldsaumbuntbarsch.